# Kung Oidipus (film, 1967)
Kung Oidipus (italienska: Edipo re) är en italiensk dramafilm i regi av Pier Paolo Pasolini från 1967. Filmen bygger på Sofokles tragedi Kung Oidipus och är Pasolinis första långfilm producerad i färg.

## Handling
Filmen inleds i Italien på 1920-talet, där ett ungt par fått en pojke. Fadern är dock avundsjuk på sonen då han tror att hans fru skall tycka mer om barnet än han själv.
Scenen övergår sedan till Antikens Grekland där ett spädbarn lämnad ensam i öknen i tron om att han ska dö. Han räddas dock av ett kungapar Korinth som uppfostrar honom som sin egen son och döper honom till Oidipus.
En dag när Oidipus blivit vuxen får han reda på av ett orakel att han kommer döda sin far och gifta sig med sin mor. För att hindra spådomen från att gå i uppfyllelse bestämmer sig för att fly från Korinth.

## Om filmen

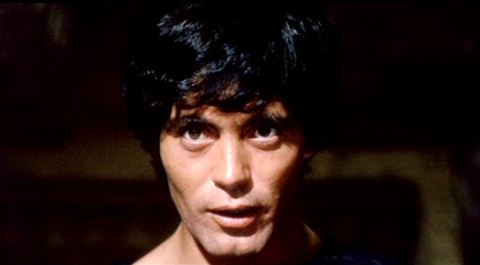
Franco Citti i titelrollen, scen ur filmen.

Pasolini ville spela in filmen i ett landskap som liknade Grekland. Han hade i början planer på att spela in i Rumänien, men valde istället Marocko.
Filmen hade svensk premiär i TV2 den 27 mars 1978, 11 år efter den italienska urpremiären. 2015 visades filmen på Filmhuset i Stockholm och var då första gången som den visades på svensk bio.

## Rollista (i urval)
- Franco Citti – Oidipus
  - Paolo Ferrari – Oidipus röst[6]
- Silvana Mangano – Iokaste
- Alida Valli – Merope
- Julian Beck – Teiresias
- Carmelo Bene – Kreon
- Ninetto Davoli – Angelo
- Luciano Bartoli – Laios
- Ahmed Belhachmi – Polybos
- Francesco Leonetti – Laios slav
- Pier Paolo Pasolini – präst[3]